# Kaakkurilammi (Nedertorneå socken, Norrbotten, 734337-187141)
Kaakkurilammi är en sjö i Haparanda kommun i Norrbotten och ingår i Torneälvens huvudavrinningsområde.